# 阿当伊斯
阿当伊斯是葡萄牙布拉加区的一个堂区。总面积2.51平方公里，总人口739人，人口密度294.4人/平方公里。